# Os Donos do Poder
Os Donos do Poder - Formação do Patronato Político Brasileiro é um livro de ciência política, história e sociologia do jurista e intelectual brasileiro Raimundo Faoro, publicado em 1958 pela Editora Globo. A obra faz uma análise da origem do patrimonialismo brasileiro em Portugal do século XIV e busca as raízes de uma sociedade na qual o poder público é exercido, e usado, como se fosse privado. Segundo o sociólogo Simon Schwartzman, ao fazer uso de conceitos de Max Weber já abordados por Alberto Guerreiro Ramos e Sérgio Buarque de Holanda em seu Raízes do Brasil, a obra de Faoro, por sua vez, "teve uma influência que seus antecessores não tiveram". "Faoro foi o precursor do uso da abordagem weberiana para entender o Brasil, que se tomou cada vez mais importante, na medida em que as limitações das explicações marxistas foram se tomando óbvias."